# Cuadriga

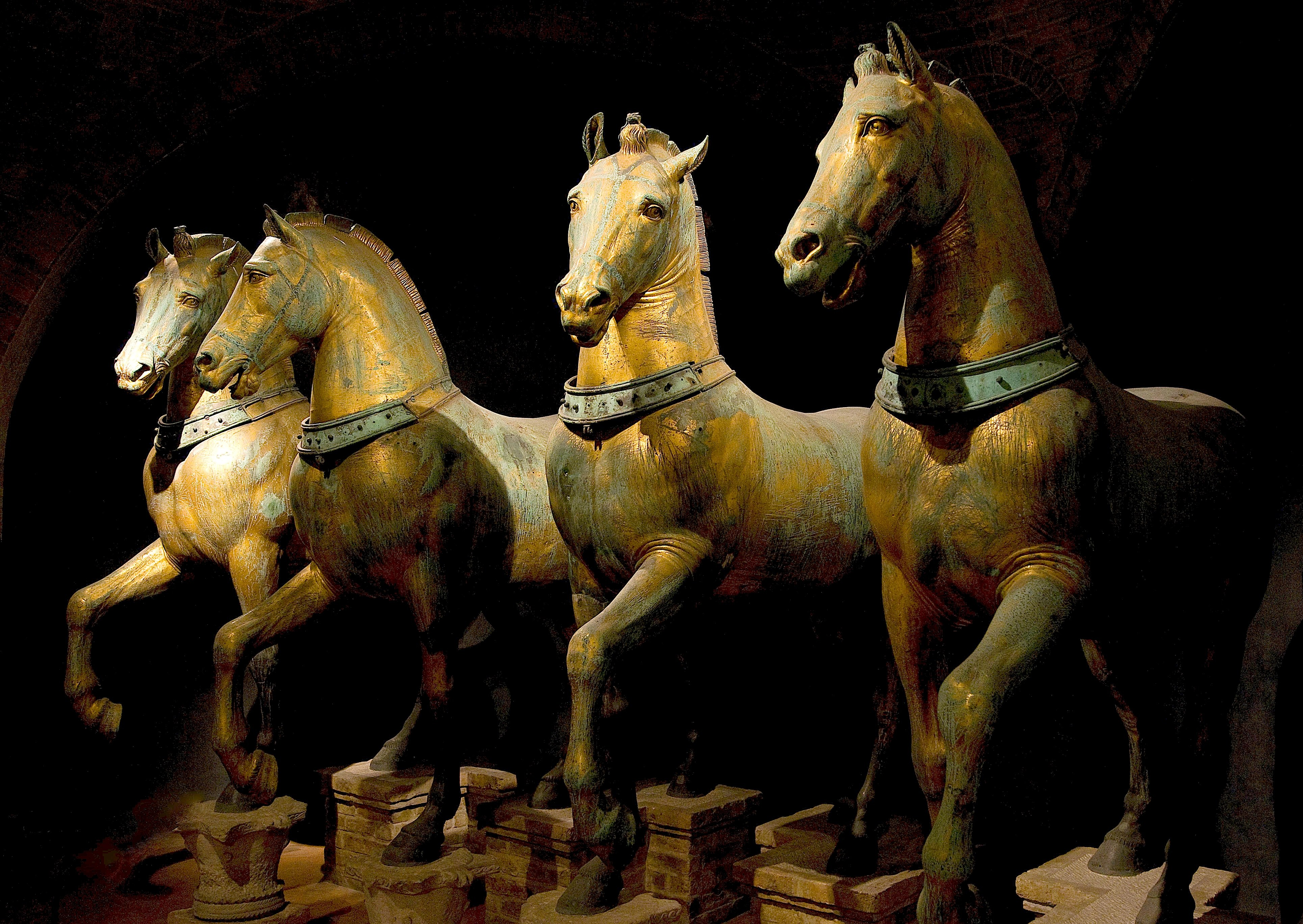
Los caballos de San Marcos (ahora en Venecia), en origen en el Hipódromo de Constantinopla. Único ejemplo de cuadriga romana que se ha conservado.

La cuadriga (en latín quadriga, del latín quadri-, “cuatro”, y iungere, “uncir, unir mediante una yunta”), en tiempos del Imperio romano, era un tipo de carro tirado por cuatro caballos en línea. El vehículo fue utilizado por los generales cuando entraban triunfalmente en las ciudades. Su variante con dos caballos, usada ya desde tiempos griegos y anteriores, se denominaba biga.

## La cuadriga como símbolo
Esta situación le dio un carácter "victorioso" a este tipo de carro, por lo que en la cultura occidental los monumentos que representan este vehículo sirven para conmemorar las victorias.
El monumento de este tipo más famoso es la Cuadriga de Berlín (Alemania) que corona la Puerta de Brandeburgo. Esta escultura, obra de Johann Gottfried Schadow, fue retirada de Berlín en 1806 por el ejército de Napoleón I, quien la llevó a Francia como trofeo. Tras la caída de Napoleón, la obra fue devuelta a Berlín donde permanece actualmente. La obra fue gravemente dañada durante la Segunda Guerra Mundial, por lo que en los años 1950 fue necesario fundir nuevamente la escultura utilizando los moldes originales.
Desde 2003, la asociación 'Werkstatt Deutschland' (Taller Alemania) concede en Berlín cada 3 de octubre, día de la Unidad alemana, el premio 'Quadriga' a personas destacadas por su «amplitud de miras, pragmatismo, compromiso y credibilidad».

## Cuadrigas modernas
Algunas de las esculturas independientes de tamaño natural más importantes de cuadrigas, en orden cronológico aproximado, son las siguientes: 
- 1793: La Quadriga de Berlín fue diseñada por Johann Gottfried Schadow en 1793 como la cuadriga de la Victoria, quizás como símbolo de la paz (representado por la corona de olivo que porta la Victoria)..[2] Situada encima de la Puerta de Brandenburgo en Berlín,fue capturada por Napoleón durante su ocupación de Berlín en 1806 y llevada a París. Fue devuelta a Berlín por el mariscal de campo Gebhard von Blücher en 1814. Su corona de olivo fue posteriormente complementada con una Cruz de Hierro. La estatua sufrió graves daños durante la Segunda Guerra Mundial, y la asociación de la Cruz de Hierro con el militarismo prusiano convenció al gobierno comunista Partido de Unidad Socialista de Alemania de Alemania Oriental para eliminar este aspecto de la estatua después de la guerra. La cruz de hierro fue restaurada después de la reunificación alemana en 1990.[3]
- ca. 1815: La cuadriga sobre el Arco de Triunfo del Carrusel (1806-1808, 1828) de París. El arco en sí fue construido para conmemorar las victorias de Napoleón, pero la cuadriga fue esculpida por el barón François Joseph Bosio para conmemorar la restauración de los Borbones. La restauración está representada por una diosa alegórica conduciendo una cuadriga, con Victorias doradas acompañándola a cada lado.
- 1819-1829: La cuadriga sobre el Edificio del Estado Mayor en la plaza del Palacio en San Petersburgo.
- 1828-1832: La cuadriga sobre el  Teatro Alexandrinsky, en San Petersburgo, obra de Stepan Pimenov.
- c. 1841: La cuadriga de las panteras sobre la Semperoper en Dresde.
- 1845-1848: La cuadriga en la cima del Museo Thorvaldsen en Copenhague por Herman Wilhelm Bissen y Stephan Ussing.
- c. 1850: La cuadriga sobre el pórtico del Teatro Bolshoi, diseñada por el escultor Peter Clodt von Jürgensburg.
- c. 1852: La Siegestor (Puerta de la Victoria) en Munich  está coronada por una cuadriga de leones creada por Martin von Wagner.
- 1868: La cuadriga sobre el palacio ducal de Brunswick en Braunschweig fue destruida en 1944 durante la Segunda Guerra Mundial. Fue reconstruida en 2008 y está considerada la más grande de Europa.
- 1888: Cuadriga de la Aurora como parte de la Font de la cascada que se encuentra en el Parc de la Ciutadella, Barcelona. Erigido por Josep Fontserè (con posibles aportaciones del joven Antoni Gaudí)..
- 1893: Columbus Quadriga en lo alto del edificio Peristilo, Exposición Mundial Colombina, Daniel Chester French, escultura.[4]
- 1895: La cuadriga de Brabante, situada en la cima del Parque del Cincuentenario (1880-1905) en Bruselas; construido para conmemorar los 50 años de la Independencia belga, fue construida por Thomas Vinçotte y Jules Lagae.
- c. 1898: En lo alto del Arco de los Soldados y Marineros en la Grand Army Plaza en Brooklyn, Nueva York, lady Columbia, una representación alegórica de los Estados Unidos, viaja en un carro tirado por dos caballos. Dos figuras aladas de la Victoria, cada una con un caballo, anuncian la llegada de Columbia. El escultor fue  Frederick William MacMonnies.[5]
- c. 1900:  Dos cuadrigas sobre el Grand Palais de París, obra del escultor francés Georges Récipon
- 1904: Victory and Progress, carros tirados por caballos de J. Massey Rhind sobre el Edificio del Condado de Wayne en Detroit, aunque cada uno de los dos carros es tirado por tres en lugar de los cuatro caballos habituales.[6]
- 1906: Progress of the State en el Capitolio del Estado de Minnesota es único por estar completamente cubierto de pan de oro y está situado encima de la entrada de un edificio en lugar de un arco triunfal. Fue esculpido por Daniel Chester French y Edward Clark Potter.[7]
- 1911-1935: El Monumento a Víctor Manuel II (o Altare della Patria o  Il Vittoriano) en Roma,  presenta dos estatuas de la diosa Victoria cabalgando sobre cuadrigas.
- 1912: La cuadriga sobre el Arco de Wellington en Londres. Fue diseñado por Adrian Jones. La escultura muestra a un niño pequeño (en realidad el hijo de  Lord Michelham, el hombre que financió la escultura) liderando la cuadriga, con la Paz descendiendo sobre ella desde el cielo.
- 1919-1923: La antigua sede del Banco de Bilbao en el n.º  16 de la calle de Alcalá de Madrid, ahora parte del Banco Bilbao Vizcaya Argentaria, cuenta con dos cuadrigas sobre un edificio comercial. El edificio fue diseñado por Ricardo Bastida, con el escultor del carro Higinio Basterras, y otras esculturas de Quintín de la Torre. Los aurigas son hombres con casco que están de pie sobre los pasamanos de los carros.
- 1926: El Palacio de Justicia en Roma (sede del moderno Corte Suprema de Casación) presenta una cuadriga de bronce del escultor Ettore Ximenes.
- 2002: El Gran Teatro de Varsovia presenta una cuadriga que refleja los planos originales de Antonio Corazzi de 1833 para el edificio, pero no se encargó y solo fue ejecutada en 2002.

## Galería

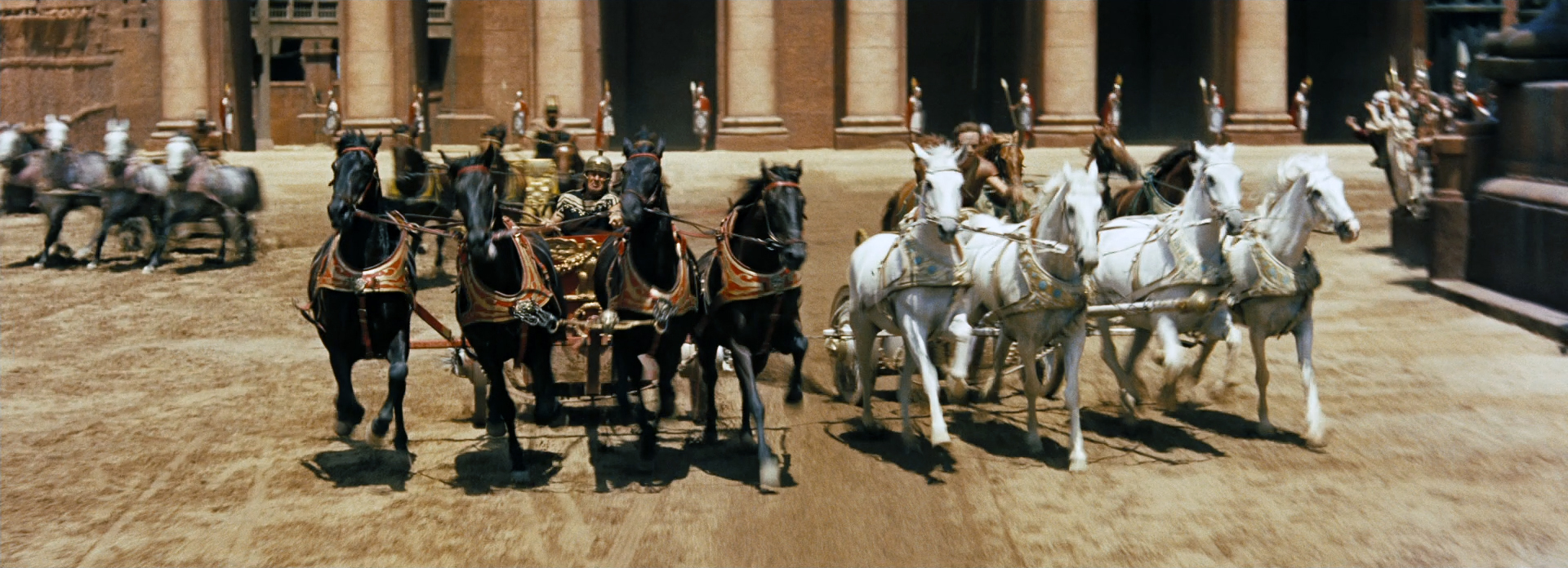
Escena de la célebre carrera de cuadrigas de Ben-Hur (1959).
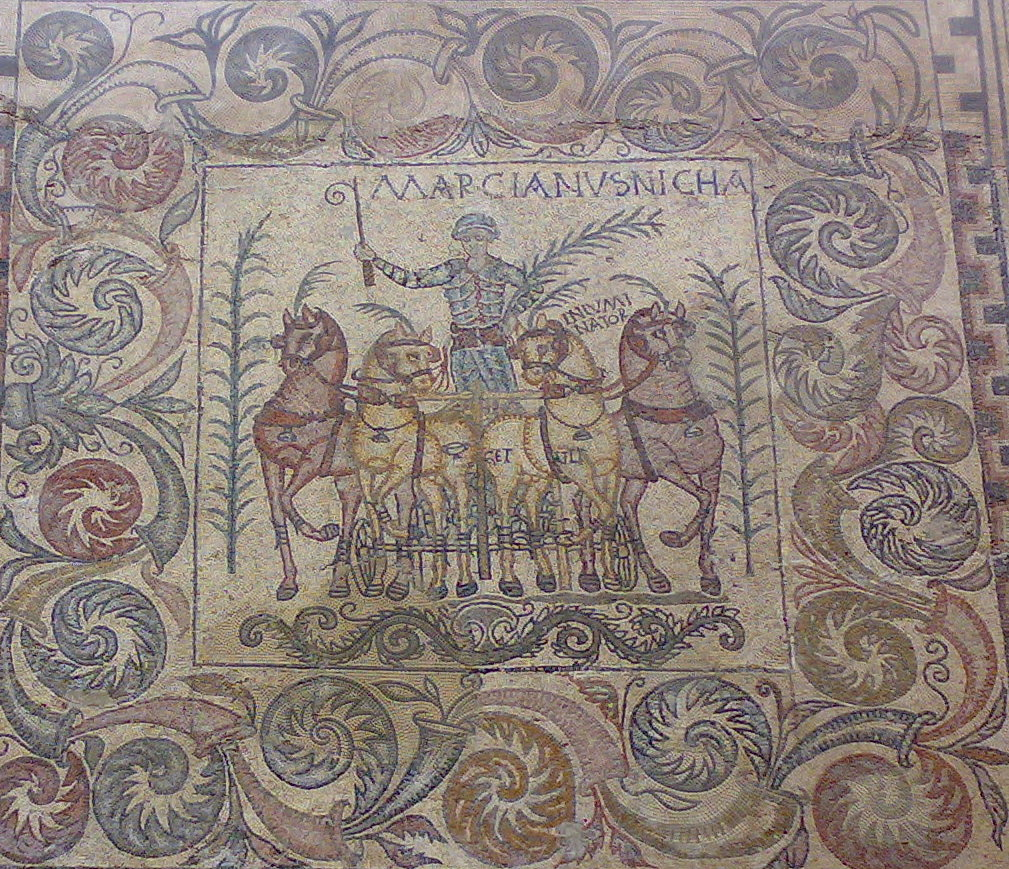
Museo Nacional de Arte Romano de Mérida (España), mosaico del auriga.
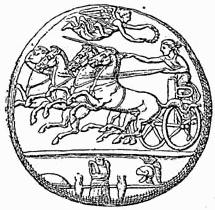
Cuadriga con premios de victoria – moneda de  Siracusa
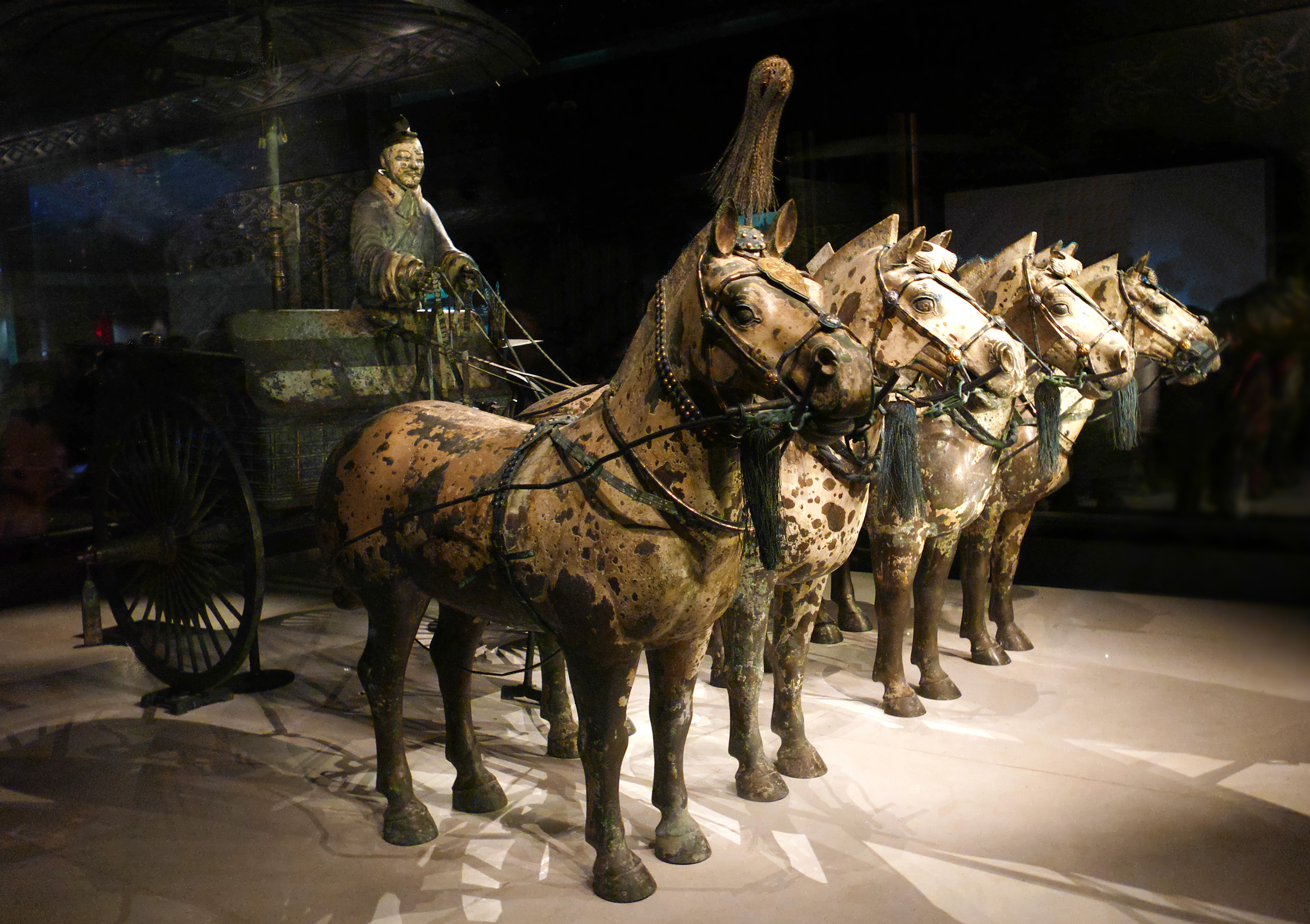
Museo de la Tumba de  Qin Shi Huangdi

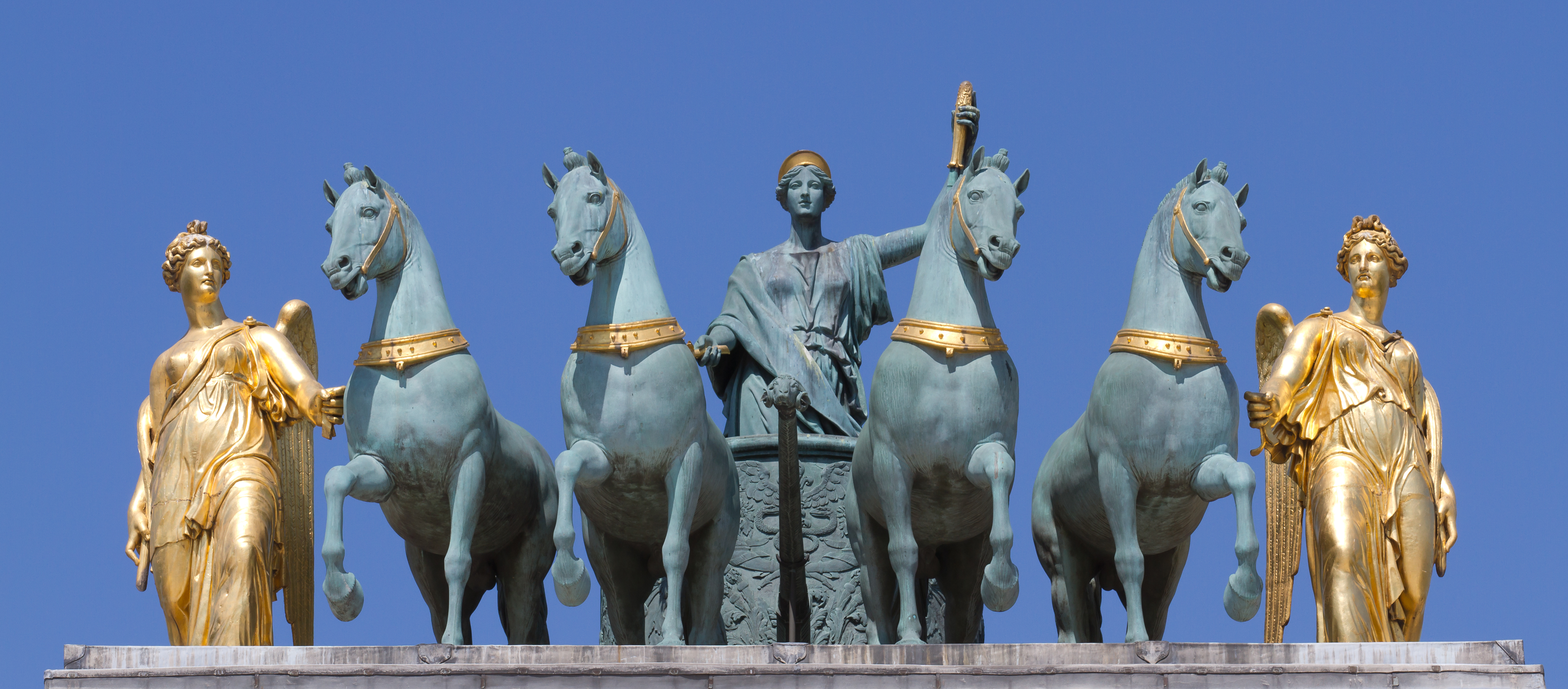
Cuadriga sobre el Arco de Triunfo del Carrusel (1806-1808, 1828) de París
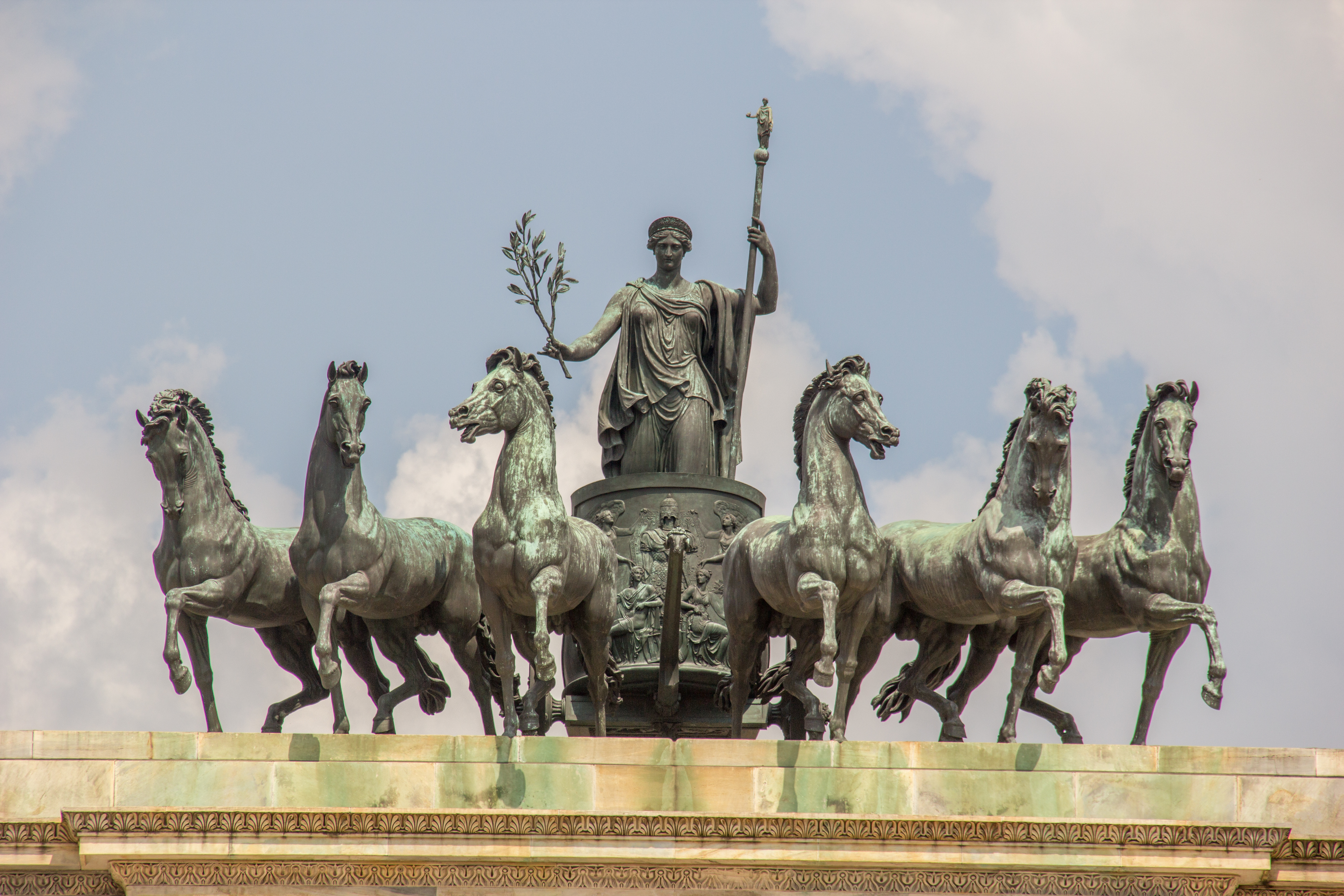
La Sestiga della Pace (1825-1831) sobre el Arco della Pace en Milán. Son seis los caballos, en vez de cuatro.
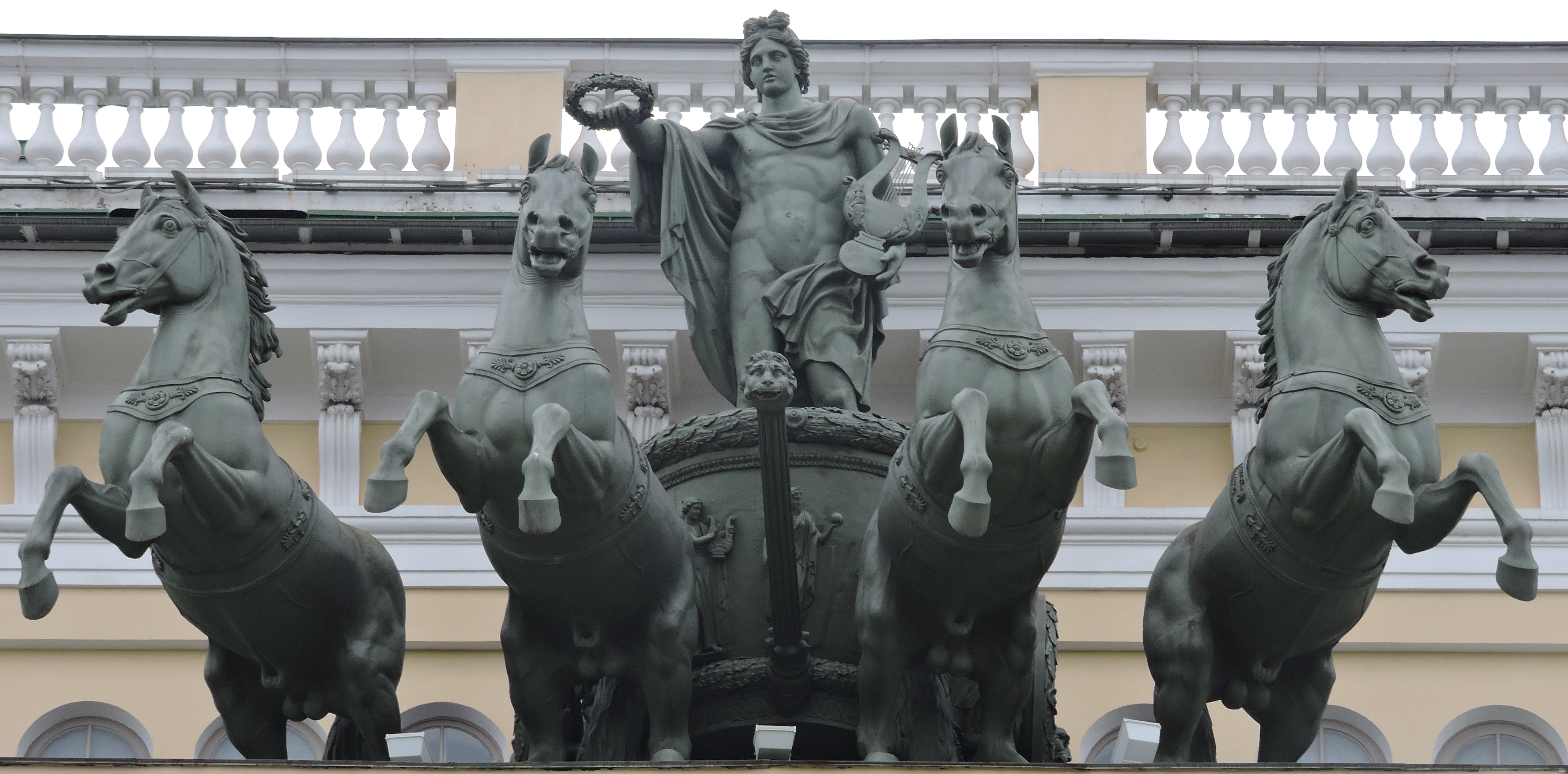
Cuadriga (1828-1832) de Stepan Pimenov sobre el  Teatro Alexandrinsky, en San Petersburgo.
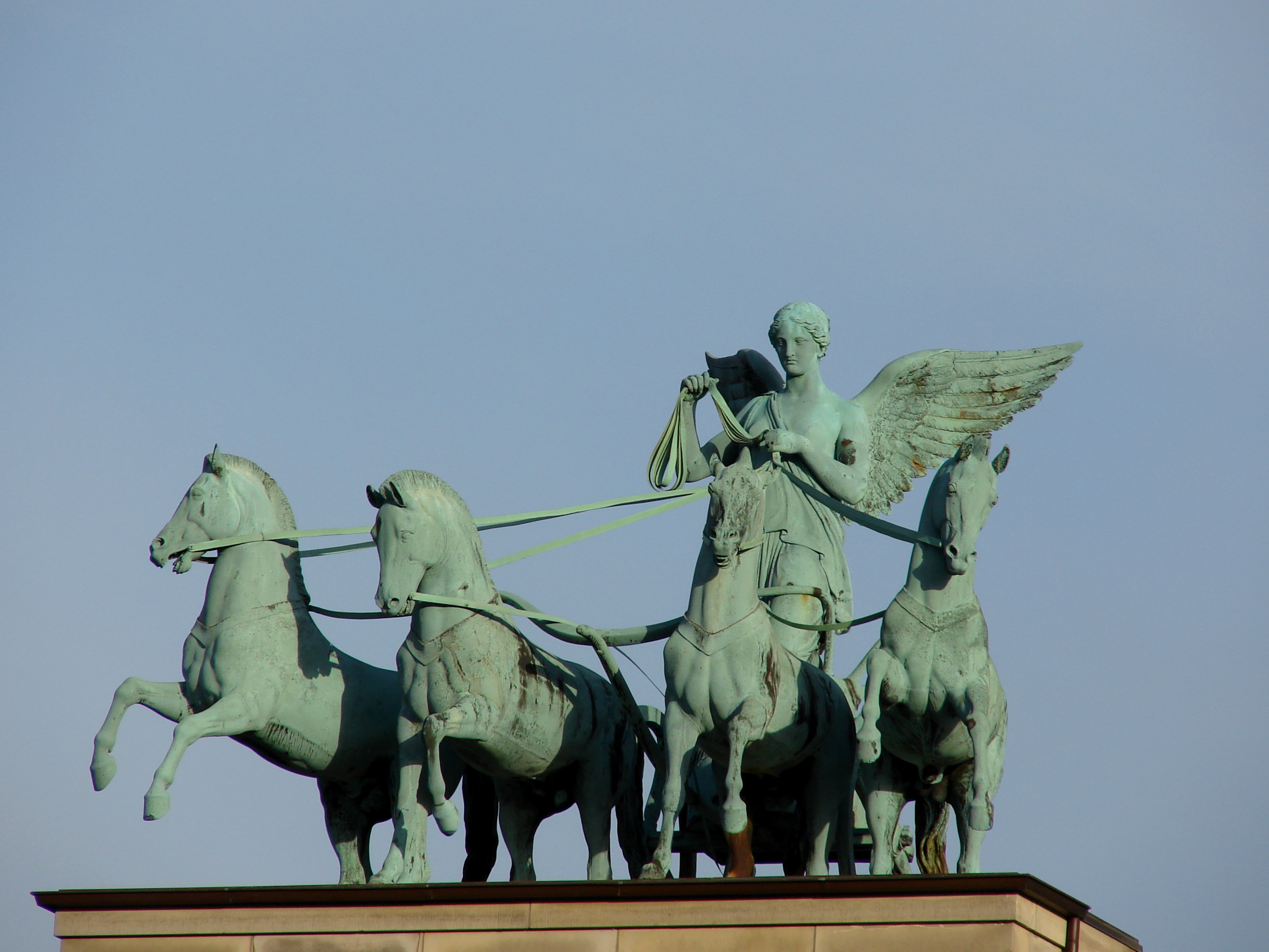
Parque Jardín de la Ciudadela, detalle del monumento de la fuente , Barcelona.JPGuadriga (1845-1848) de Herman Wilhelm Bissen, en el Museo Thorvaldsen en Copenhagen
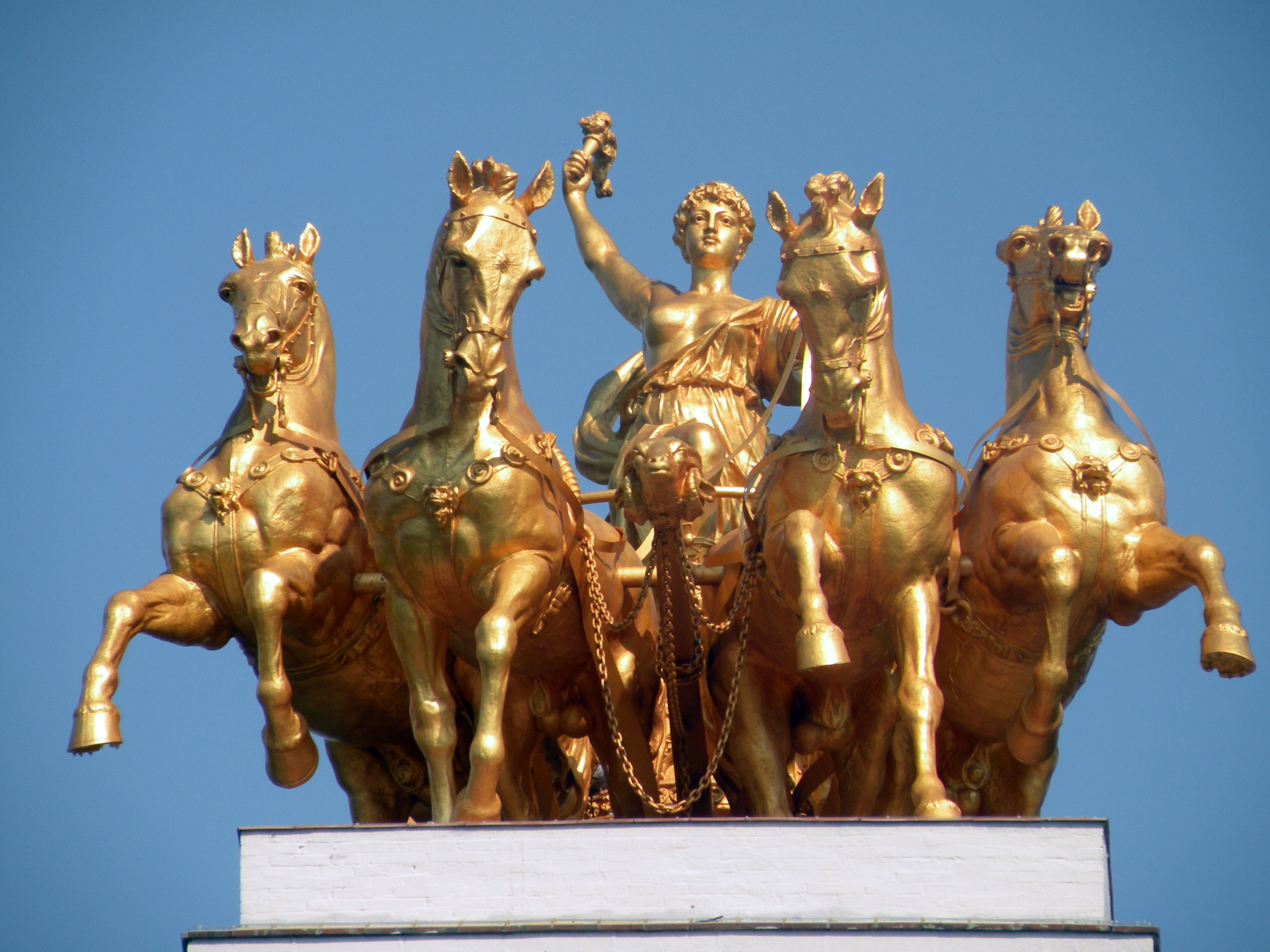
Cuadriga de la Aurora (1883-1888), de Rossend Nobas, en la Cascada del Parque de la Ciudadela de Barcelona
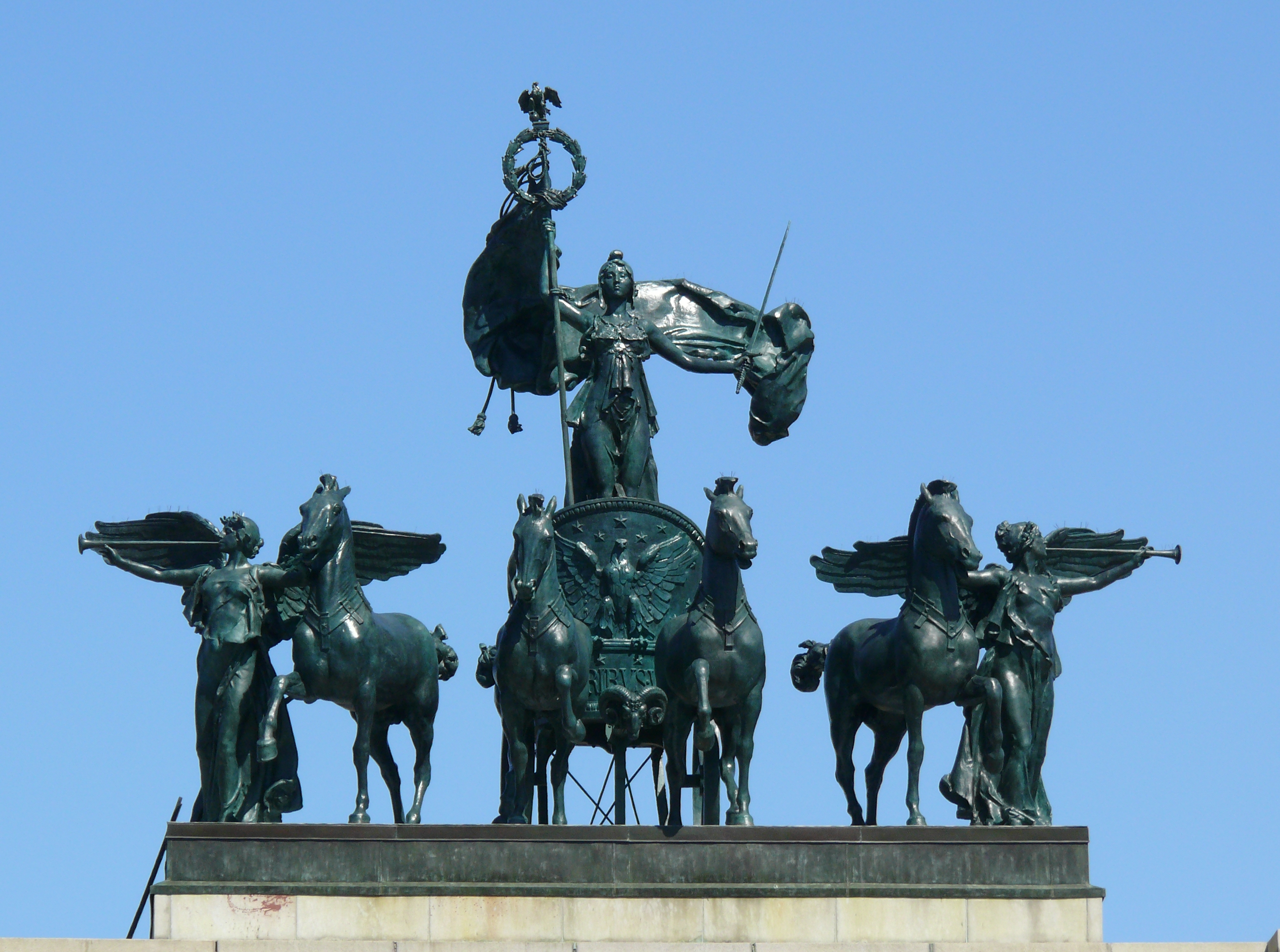
Lady Columbia en un carro tirado por dos caballos (c. 1898) de  Frederick William MacMonnies, sobre el Arco de los Soldados y Marineros en la Grand Army Plaza en Brooklyn, Nueva York
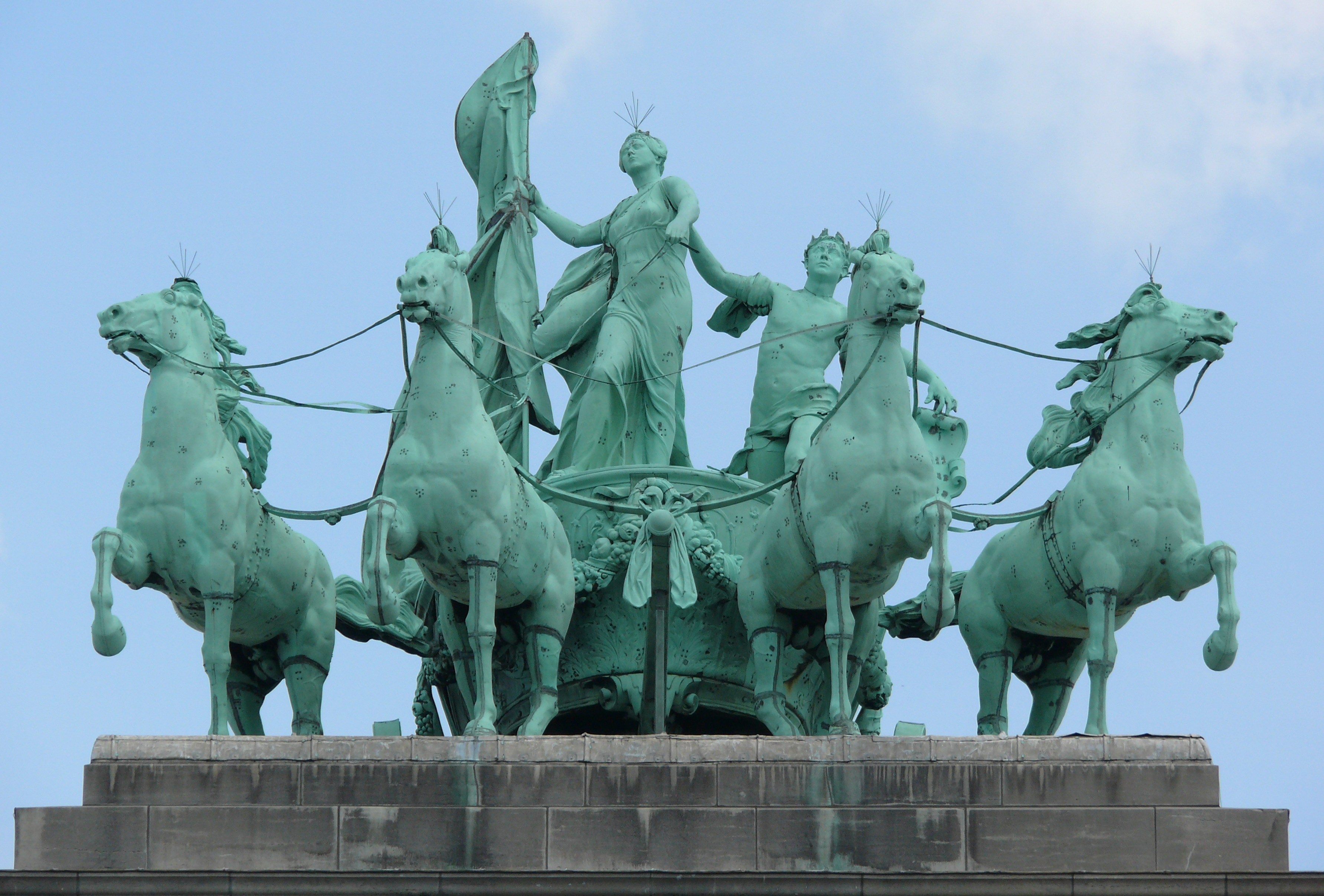
«Brabante izando la bandera nacional» o cuadriga de Brabante (1905), de  Thomas Vinçotte (1850-1925) y Jules Lagae (1862-1931).Parque del Cincuentenario, Bruselas.
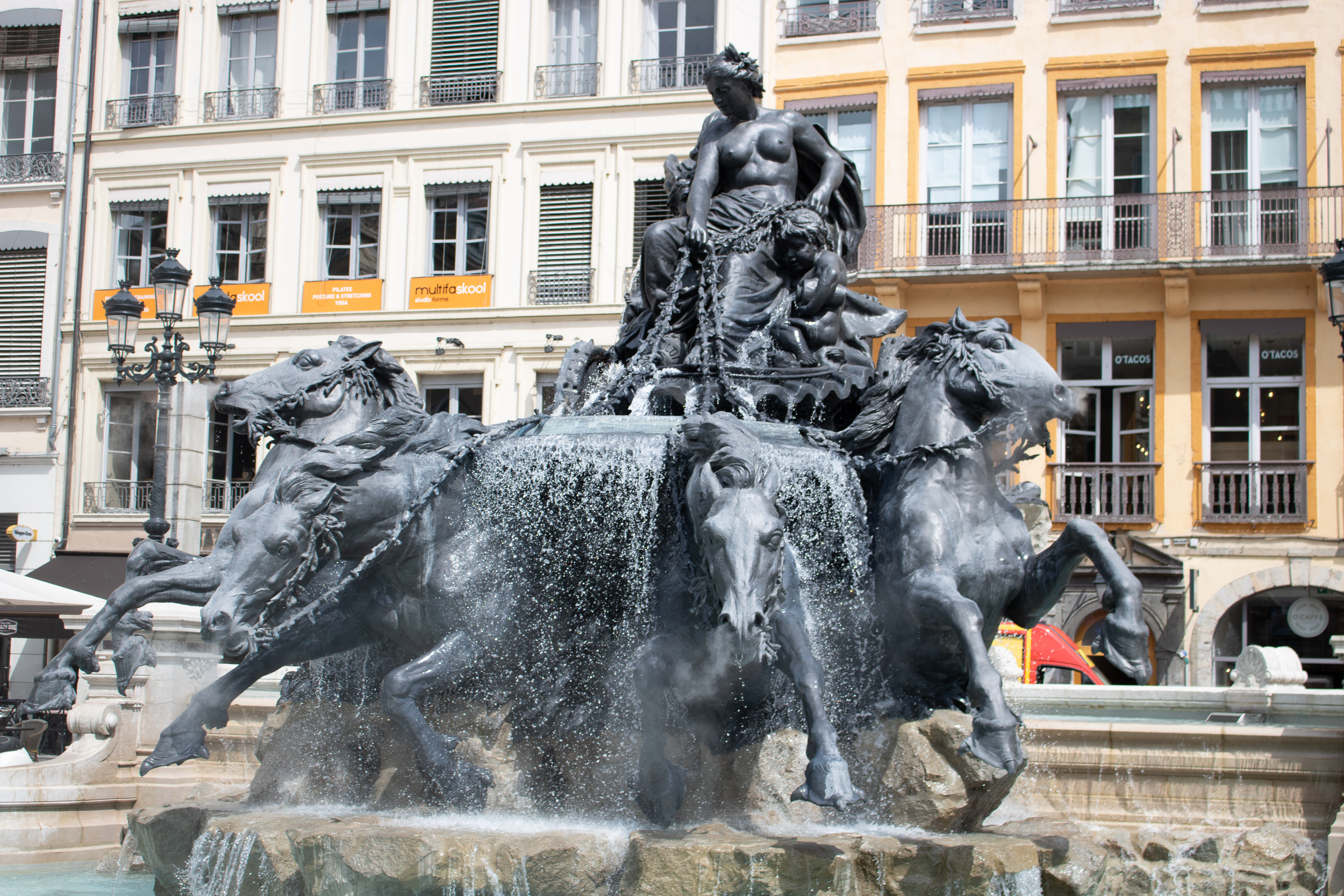
Cuadriga de la fuente Bartholdi de Lyon: Les fleuves et les sources allant à l'océan (1888-1892), de Frédéric Auguste Bartholdi
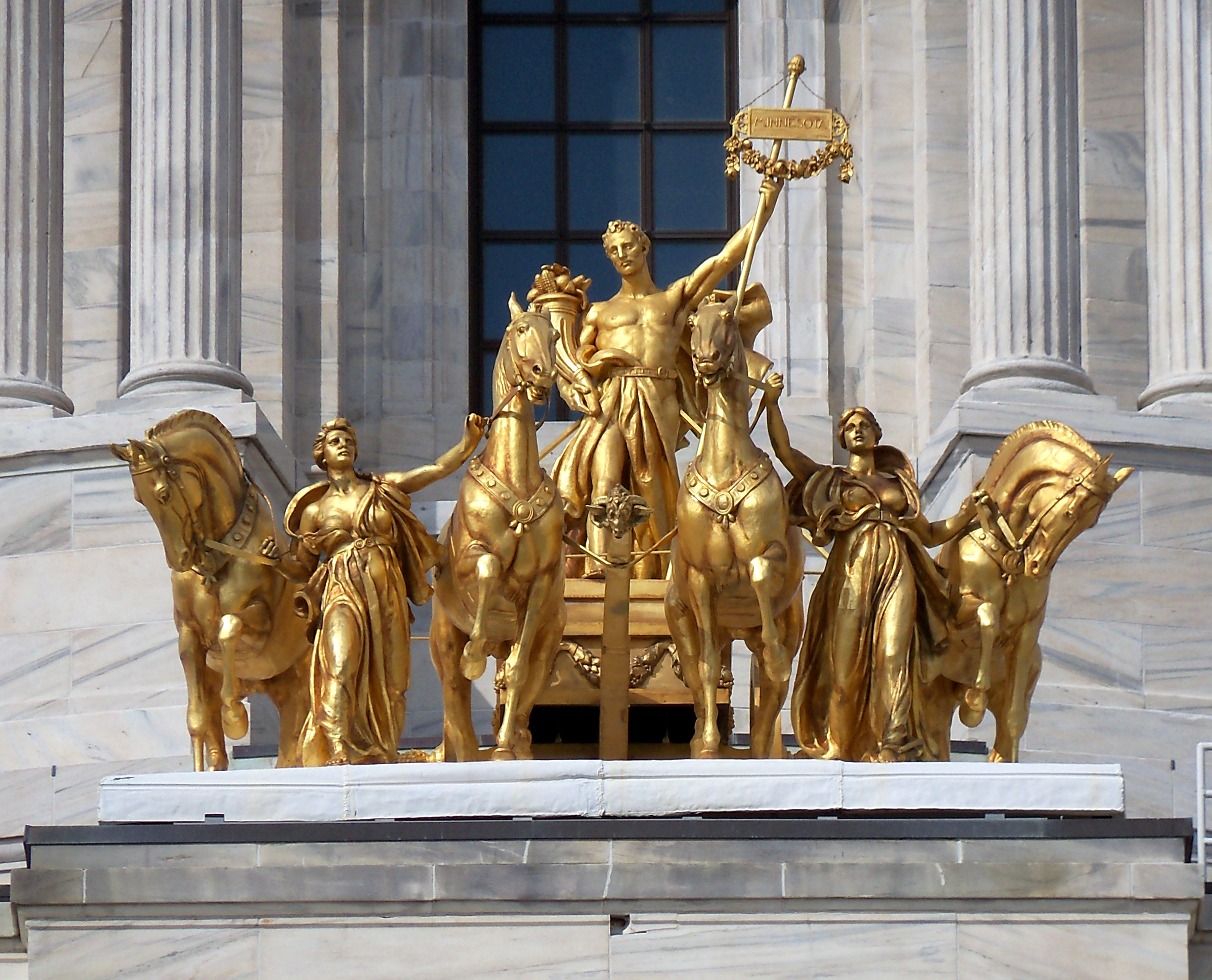
Progress of the State (1905) en el Capitolio del Estado de Minnesota de Daniel Chester French y Edward Clark Potter.
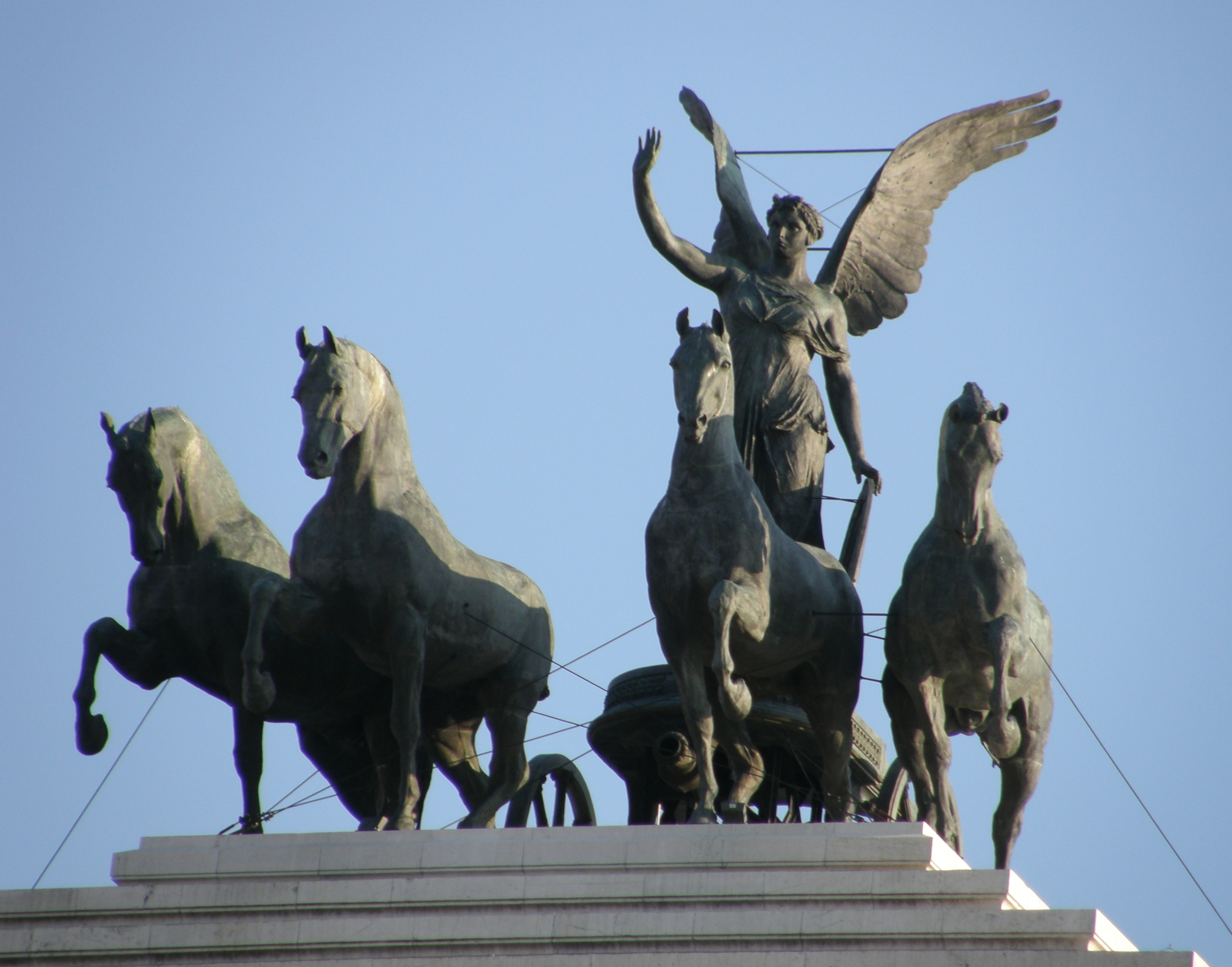
La Quadriga dell'Unità (1911-1935), en el Monumento a Víctor Manuel II, Roma
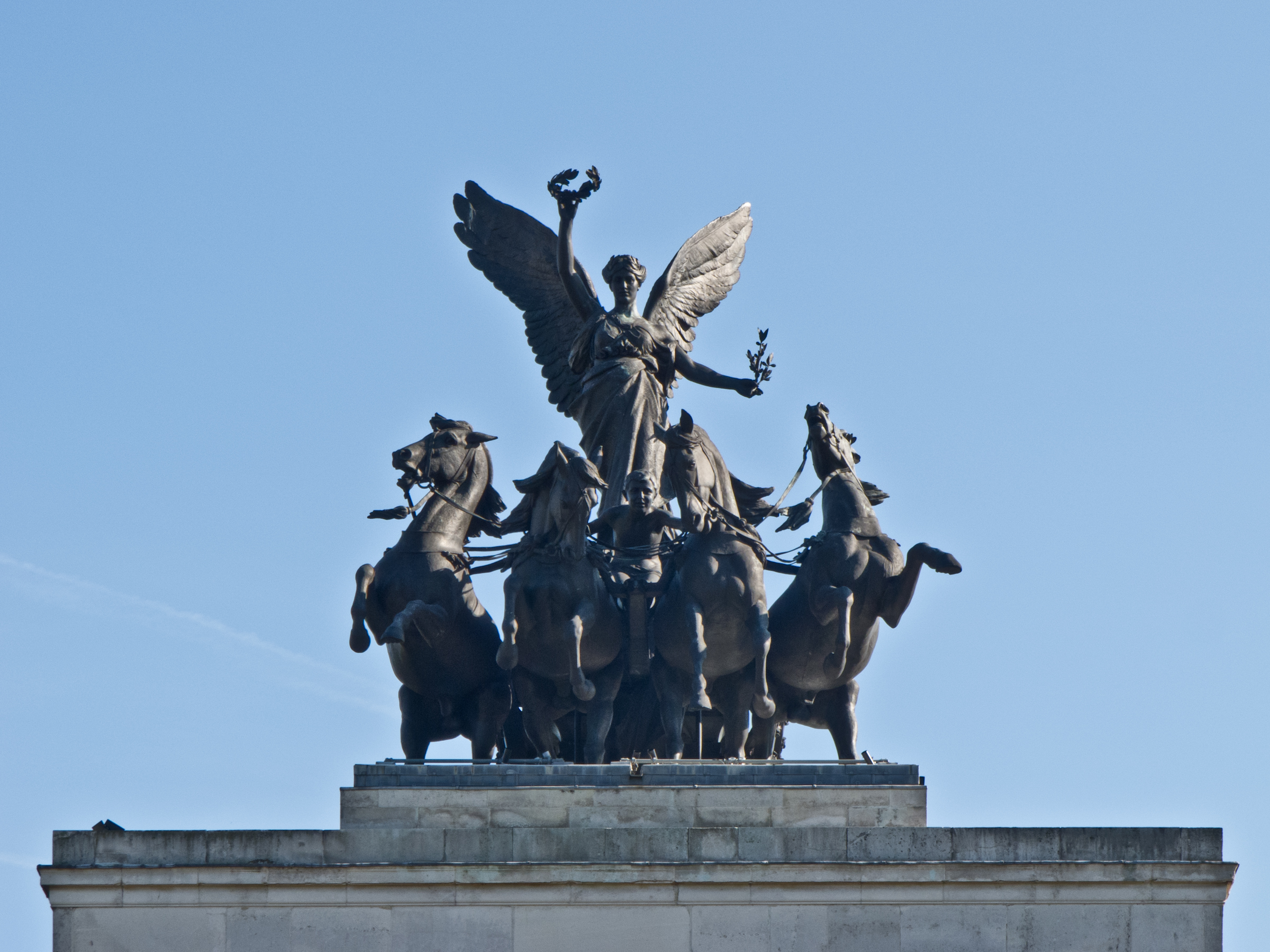
Cuadriga (1912) de Adrian Jones, sobre el arco de Wellington, Londres.
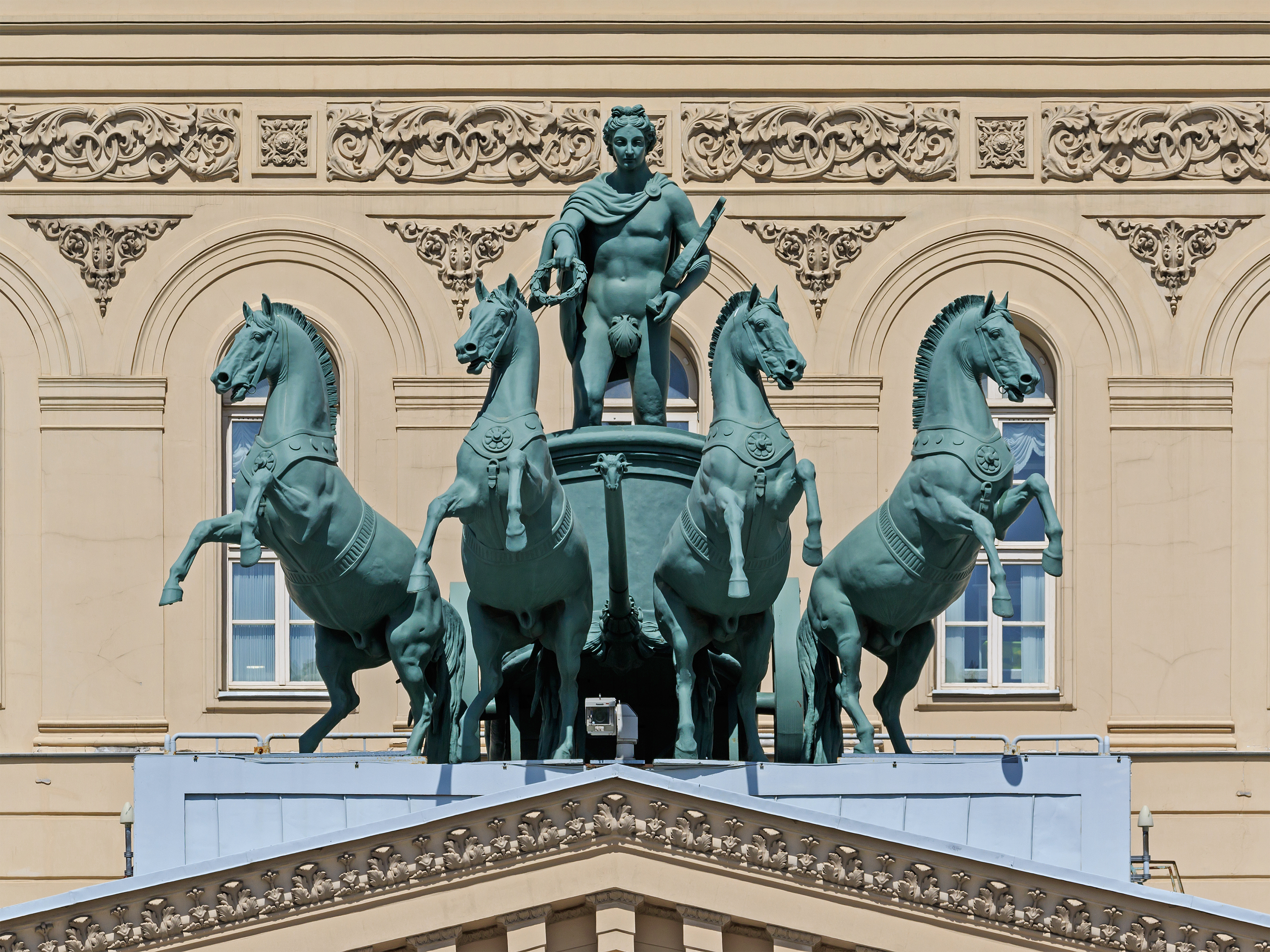
Cuadriga frente al Teatro Bolshói de Moscú, esculpida por Peter Clodt von Jürgensburg.
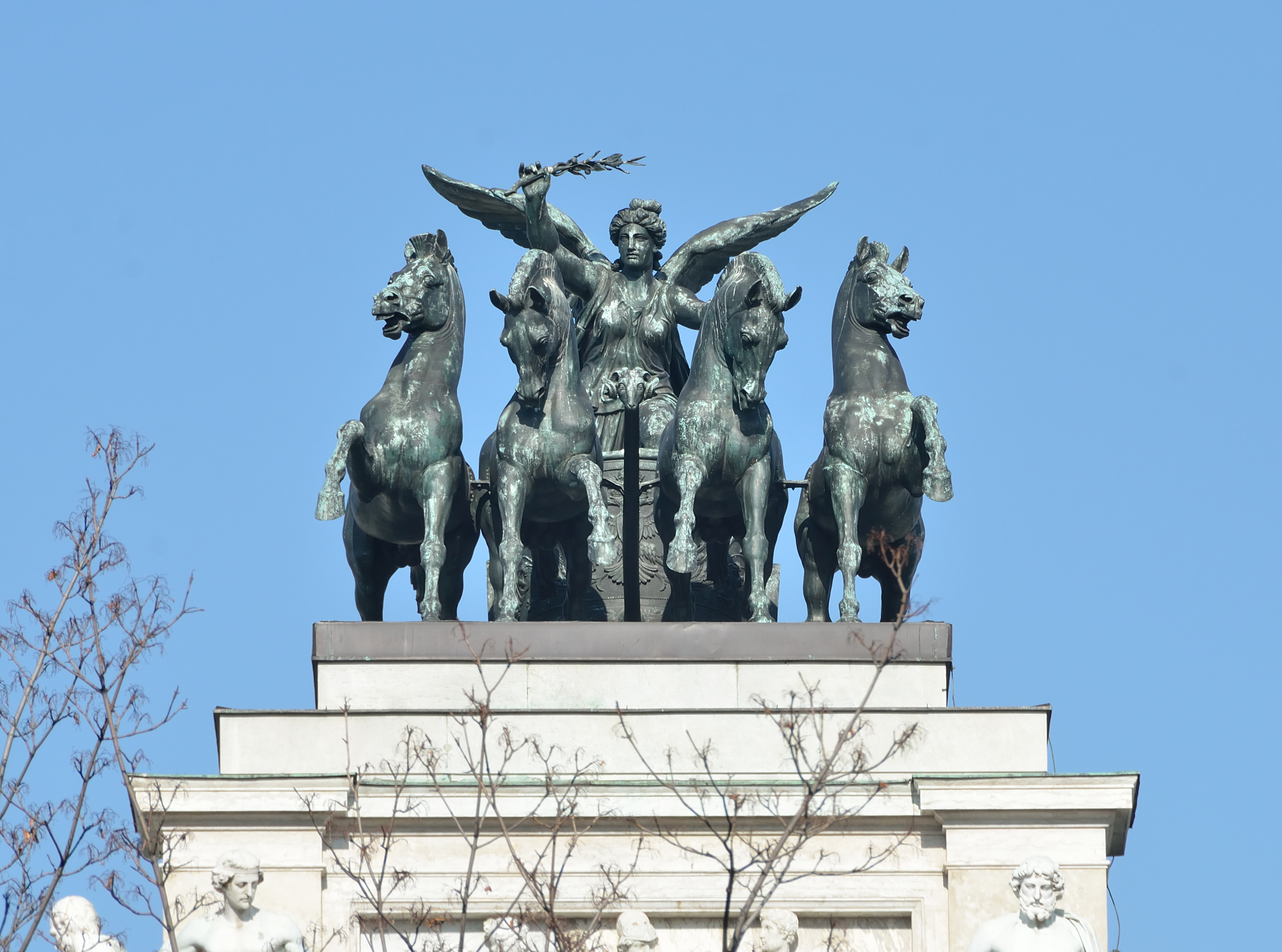
Cuadriga en el Parlamento austríaco en Viena
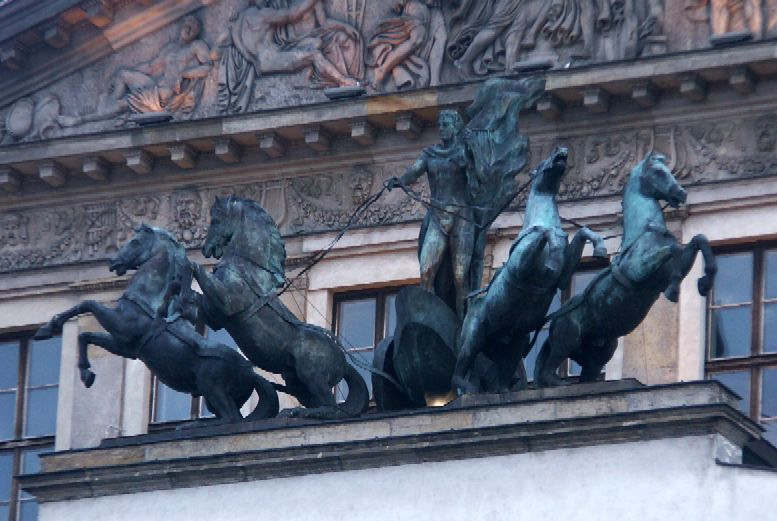
Cuadriga (2002), Gran Teatro de Varsovia

Las cuadrigas de Alemania
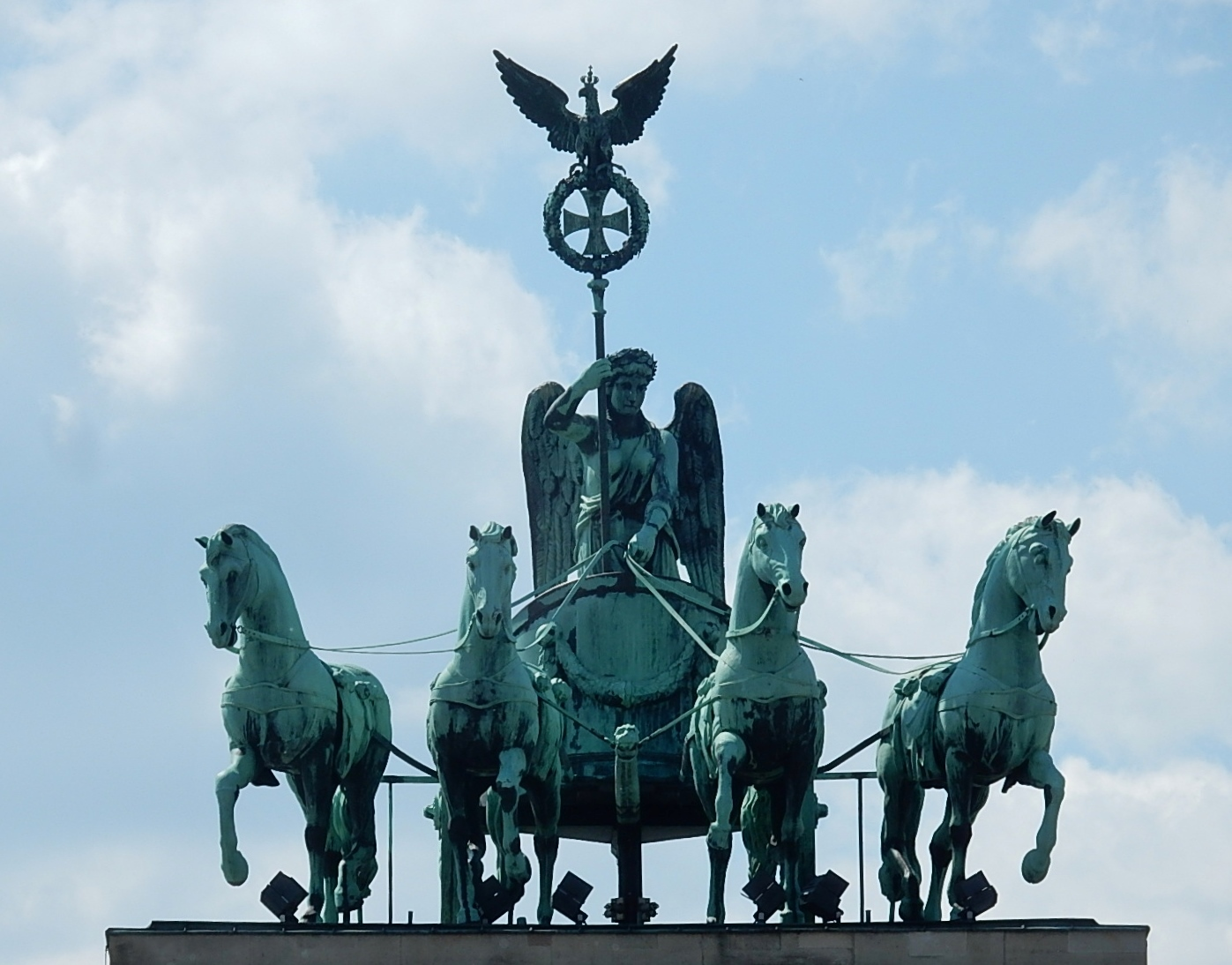
Cuadriga ornamental en la Puerta de Brandeburgo, en Berlín
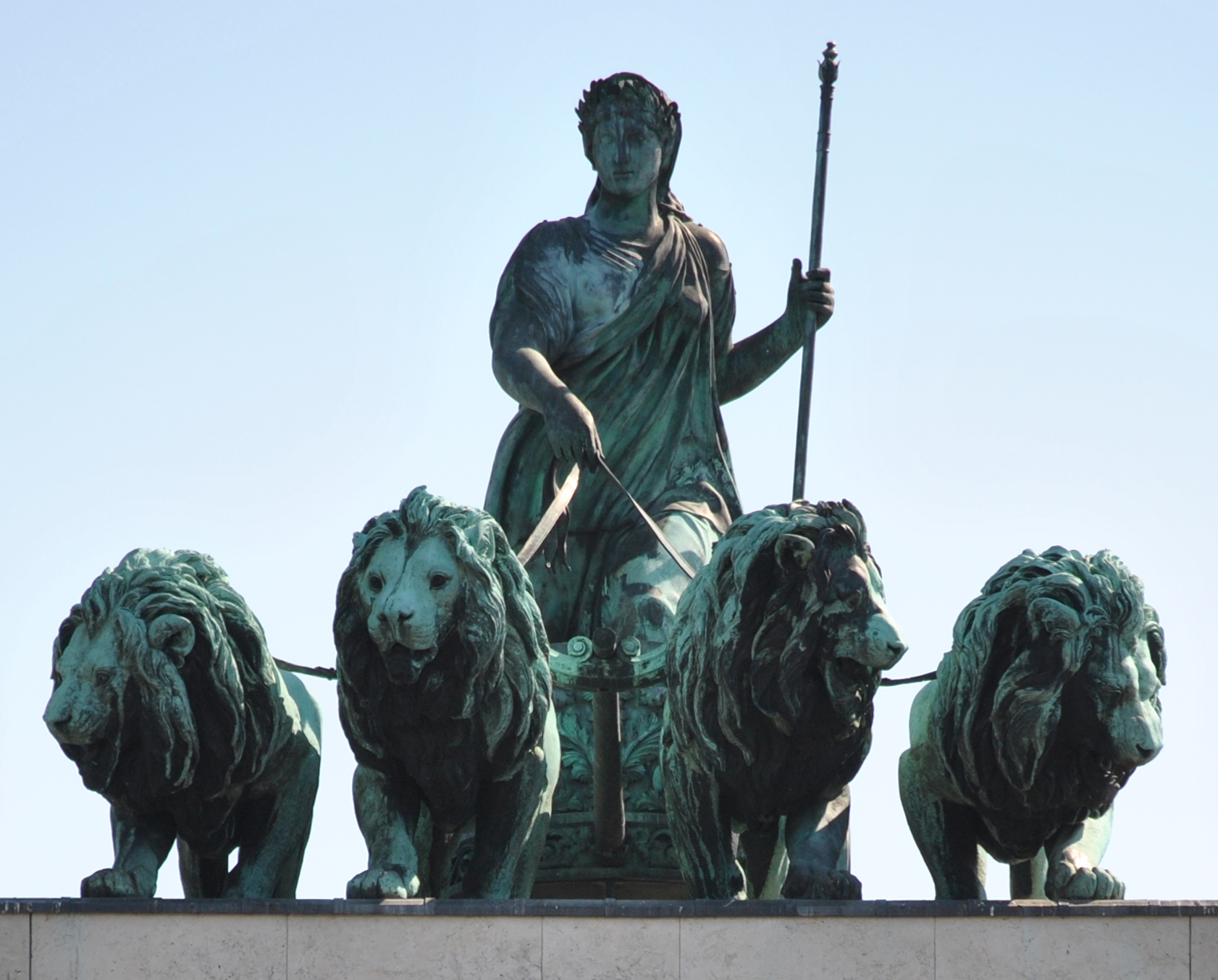
Cuadriga del León en Siegestor, Múnich
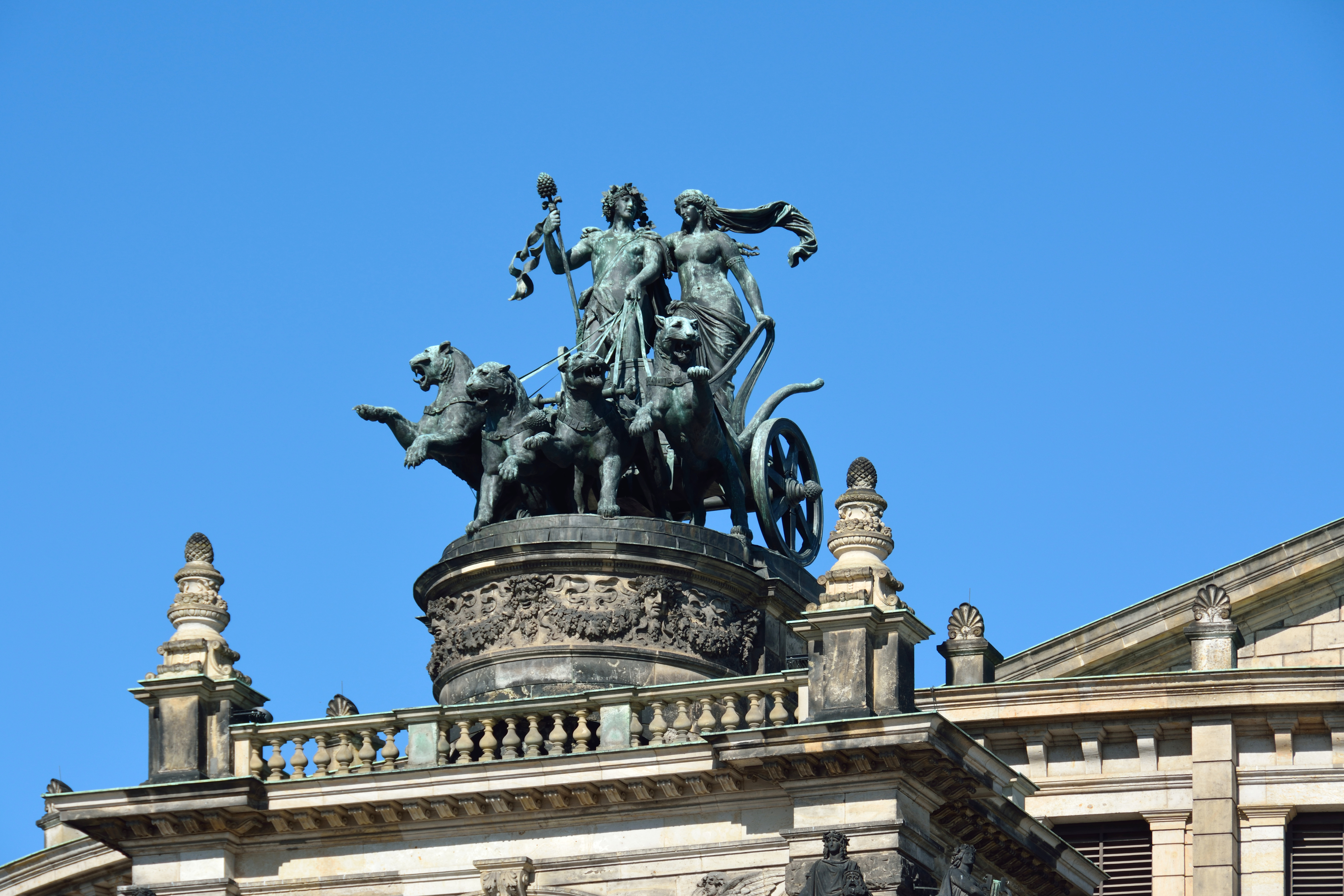
Pantherquadriga en la Ópera Semper en Dresde
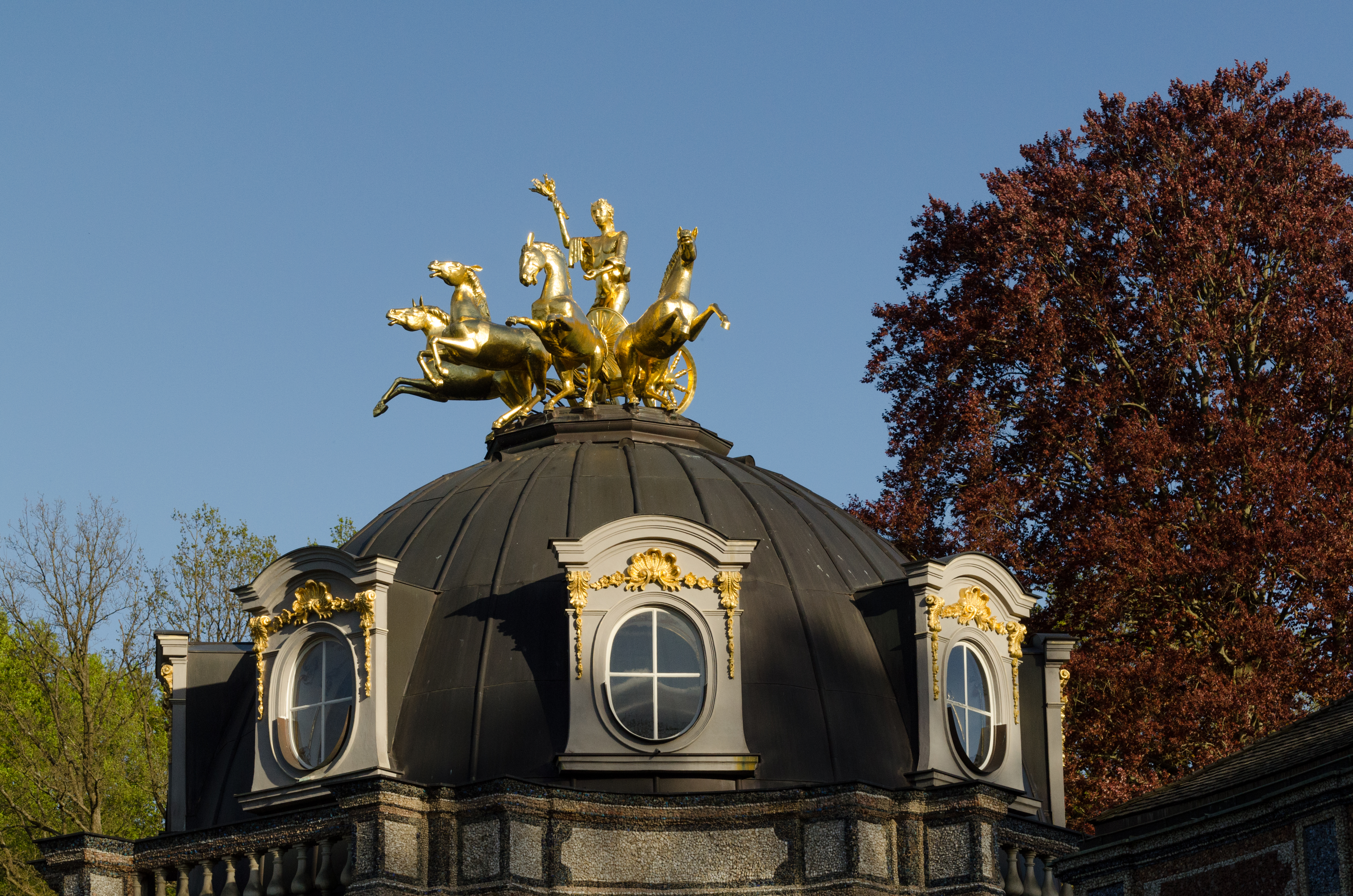
Cuadriga con Apolo (1969), de Richard Stammberger y Bernhard Krauss, en el Templo del Sol del Hermitage, en Bayreuth
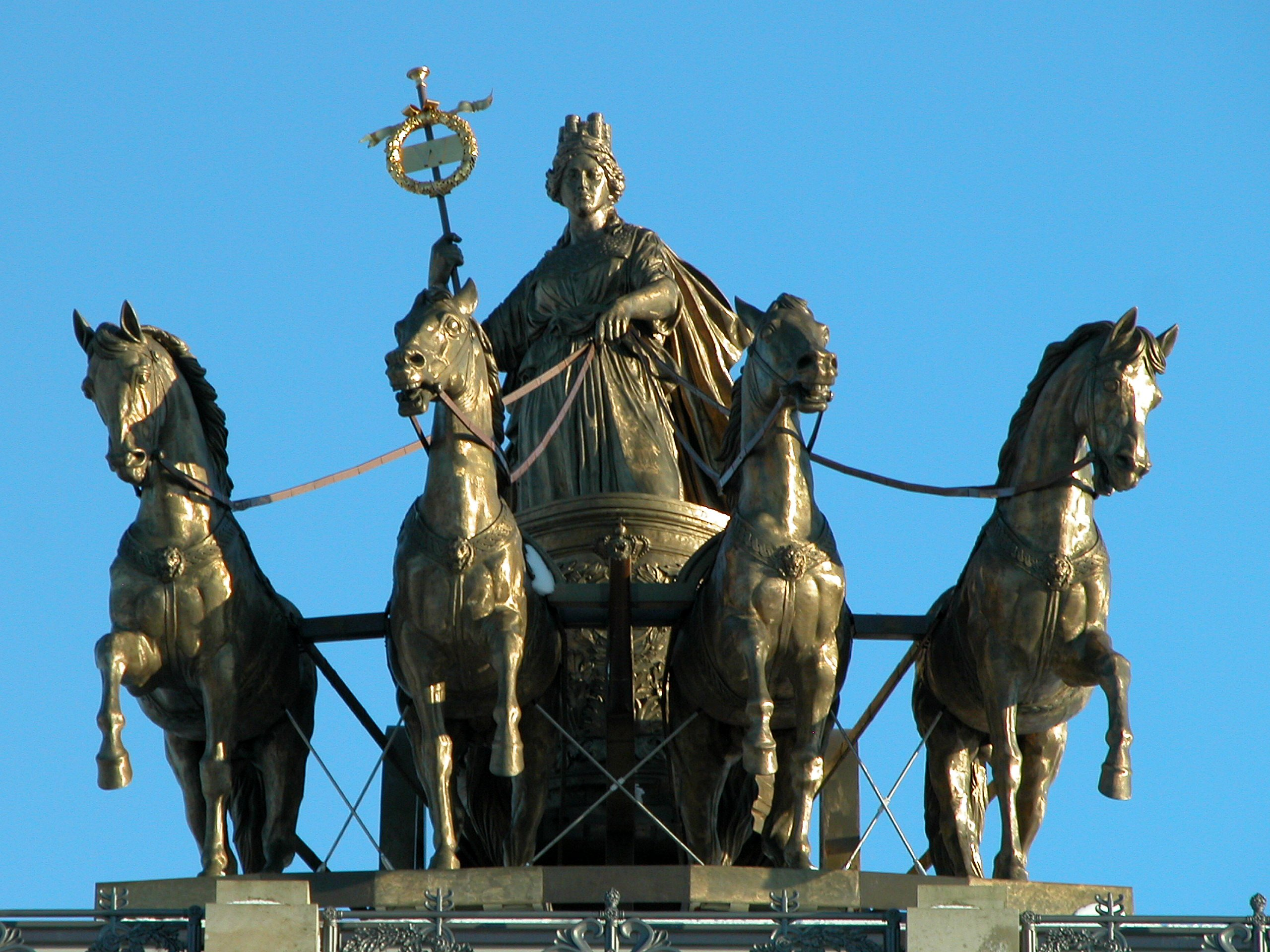
Cuadriga de Braunschweiger con Brunonia (2006-2008), mayor cuadriga de Alemania reproducción a partir del original de 1855-1863.
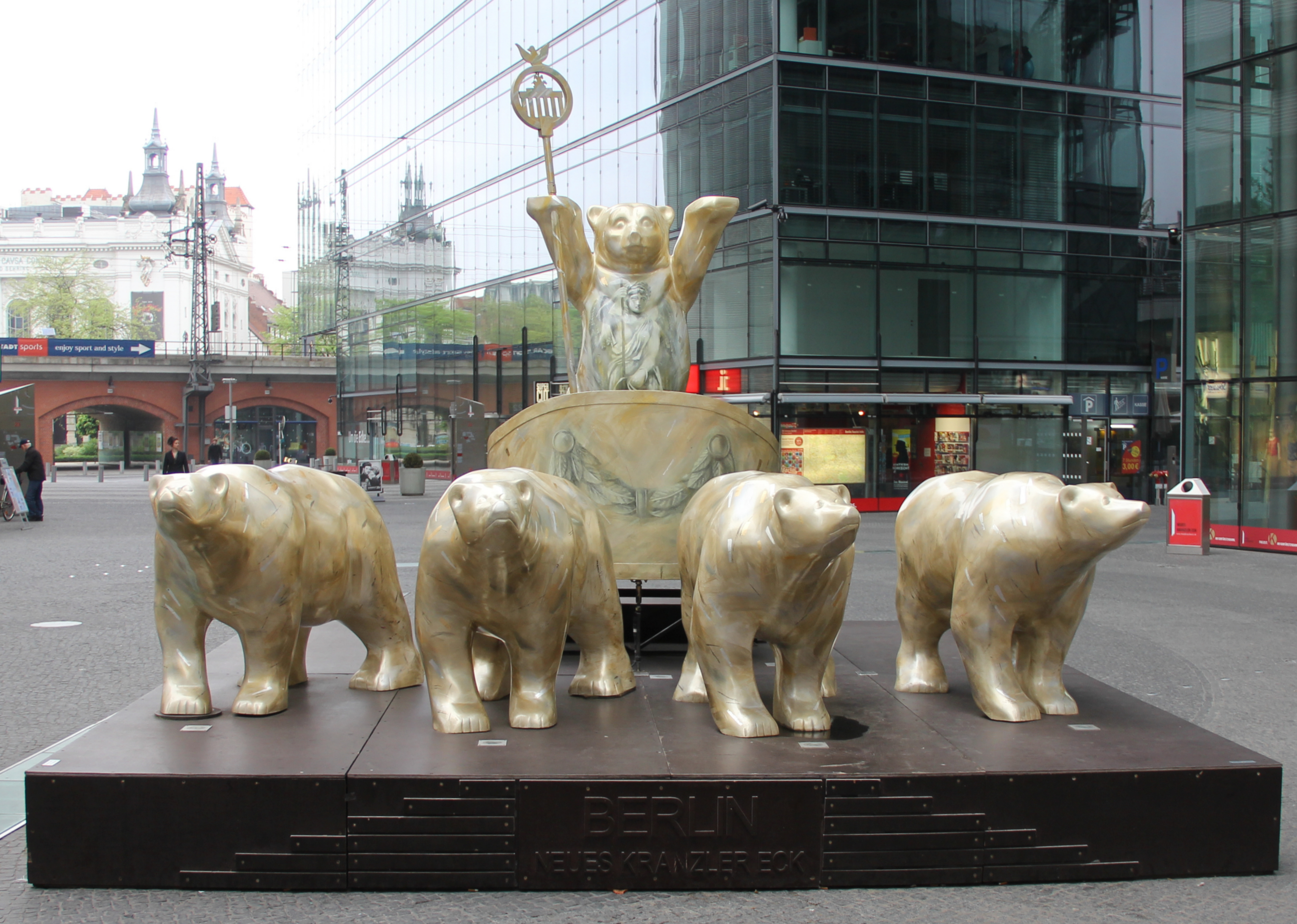
Cuadriga tirada por osos Buddy en la avenida Kurfürstendamm de Berlín.